# Oliwia Jabłońska
Pour les articles homonymes, voir Jablonska.
Oliwia Jabłońska, née le 16 avril 1997 à Wrocław, est une nageuse polonaise.

## Palmarès

### Jeux paralympiques d'été
- Jeux paralympiques d'été de 2012 à Londres :
  -  100 m papillon S10
- Jeux paralympiques d'été de 2016 à Rio de Janeiro :
  -  100 m papillon S10
- Jeux paralympiques d'été de 2020 à Tokyo :
  -  400 m nage libre S10